# Anguloa dubia
Anguloa dubia är en orkidéart som beskrevs av Heinrich Gustav Reichenbach. Anguloa dubia ingår i släktet Anguloa och familjen orkidéer.
Artens utbredningsområde är Colombia. Inga underarter finns listade i Catalogue of Life.